# Metropolia Concepción
Metropolia Concepción – metropolia rzymskokatolicka w Chile utworzona 20 maja 1939.

## Diecezje wchodzące w skład metropolii
- Archidiecezja Concepción
  - Diecezja Chillán
  - Diecezja Los Ángeles
  - Diecezja Temuco
  - Diecezja Valdivia
  - Diecezja Villarrica

## Biskupi
- Metropolita: wakat
- Sufragan: bp Sergio Pérez de Arce (od 2020) (Chillán)
- Sufragan: bp Cristián Castro Toovey (od 2024) (Los Ángeles)
- Sufragan: bp Jorge Concha (od 2023) (Temuco)
- Sufragan: bp Santiago Silva Retamales (od 2020) (Valdivia)
- Sufragan: bp Francisco Javier Stegmeier Schmidlin (od 2009) (Villarrica)

## Główne świątynie metropolii
- Katedra Niepokalanego Poczęcia Matki Boskiej w Concepción
- Katedra św. Karola Boromeusza w Chillán
- Katedra św. Marii od Aniołów w Los Ángeles
- Katedra św. Józefa w Temuco
- Katedra Matki Boskiej Różańcowej w Valdivia
- Katedra Najświętszego Serca w Villarrica